# 城頭駅 (京畿道)
城頭駅（ソンドゥえき）は、大韓民国京畿道安山市常緑区にかつて存在した水仁線の鉄道駅である。
現在の中央駅の前身となる駅でもあるが、1km以上離れた芸術アパート付近に位置しており、半月国家産業団地が造成される前に廃止された。1980年代の半月地区新都市の建設に当たって当駅を含む区間が移設され、現在はその跡を確認することができない。

## 歴史
- 1937年8月5日：開業[1]。
- 日時不明：廃駅。